# Max Braun
Max Braun (12 de març de 1883 - Miami, Florida, maig de 1967) va ser un esportista estatunidenc que va competir a cavall del segle xix i el segle xx. El 1904 va prendre part en els Jocs Olímpics de Saint Louis en la prova del joc d'estirar la corda, en què guanyà la medalla d'or formant part de l'equip Southwest Turnverein of St. Louis No. 1, junt a August Rodenberg, Charles Rose, William Seiling i Orrin Upshaw.